# Áris Grigoriádis
Aristídis « Áris » Grigoriádis (en grec moderne : Αριστείδης Γρηγοριάδης) est un nageur grec, né le 6 décembre 1985 à Thessalonique. Il est spécialiste des épreuves de dos (50 et 100 m).
Licencié à l’Áris Salonique, il est le premier nageur grec à s’illustrer dans sa discipline, en remportant à Montréal en 2005 le titre de champion du monde sur 50 m dos avant de remporter le titre européen à Budapest sur 100 m dos.

## Palmarès

### Championnats du monde
- Championnats du monde 2005 à Montréal (Canada) :
  -  Médaille d'or du 50 m dos.

### Championnats d'Europe
- Championnats d'Europe 2006 à Budapest (Hongrie) :
  -  Médaille d'argent du 50 m dos.
  -  Médaille de bronze du 100 m dos.

- Championnats d'Europe 2008 à Eindhoven (Pays-Bas) :
  -  Médaille d'or du 50 m dos.
  -  Médaille d'argent du 100 m dos.

- Championnats d'Europe 2012 à Debrecen (Hongrie) :
  -  Médaille d'or du 100 m dos.

## Records

### Records personnels
Ce tableau détaille les records personnels de Aristidis Grigoriadis en grand bassin au 4 août 2009.
| Épreuve   | Temps   | Compétition                               | Lieu         | Date       |
| 50 m dos  | 24 s 77 | Championnats du monde 2009 (demi-finales) | Rome, Italie | 01/08/2009 |
| 100 m dos | 53 s 03 | Championnats du monde 2009 (demi-finales) | Rome, Italie | 27/07/2009 |